# Wawrzyszów (województwo dolnośląskie)
Wawrzyszów (do 1945 r. niem. Lorenzberg) – wieś w Polsce położona w województwie dolnośląskim, w powiecie strzelińskim, w gminie Wiązów.

## Podział administracyjny
W latach 1975–1998 miejscowość należała administracyjnie do województwa wrocławskiego.

## Zabytki
Do wojewódzkiego rejestru zabytków wpisane są:
- kościół ewangelicki, obecnie rzymskokatolicki filialny pw. Matki Boskiej Loretańskiej, z XVI w., 1817 r., 1925 r.
- park, z XIX w.

inne zabytki:
- pałac, wybudowany około 1858 roku, obecnie szkoła podstawowa, nie znajduje się w rejestrze, jednak może to ulec zmianie z uwagi na dobro budynku.

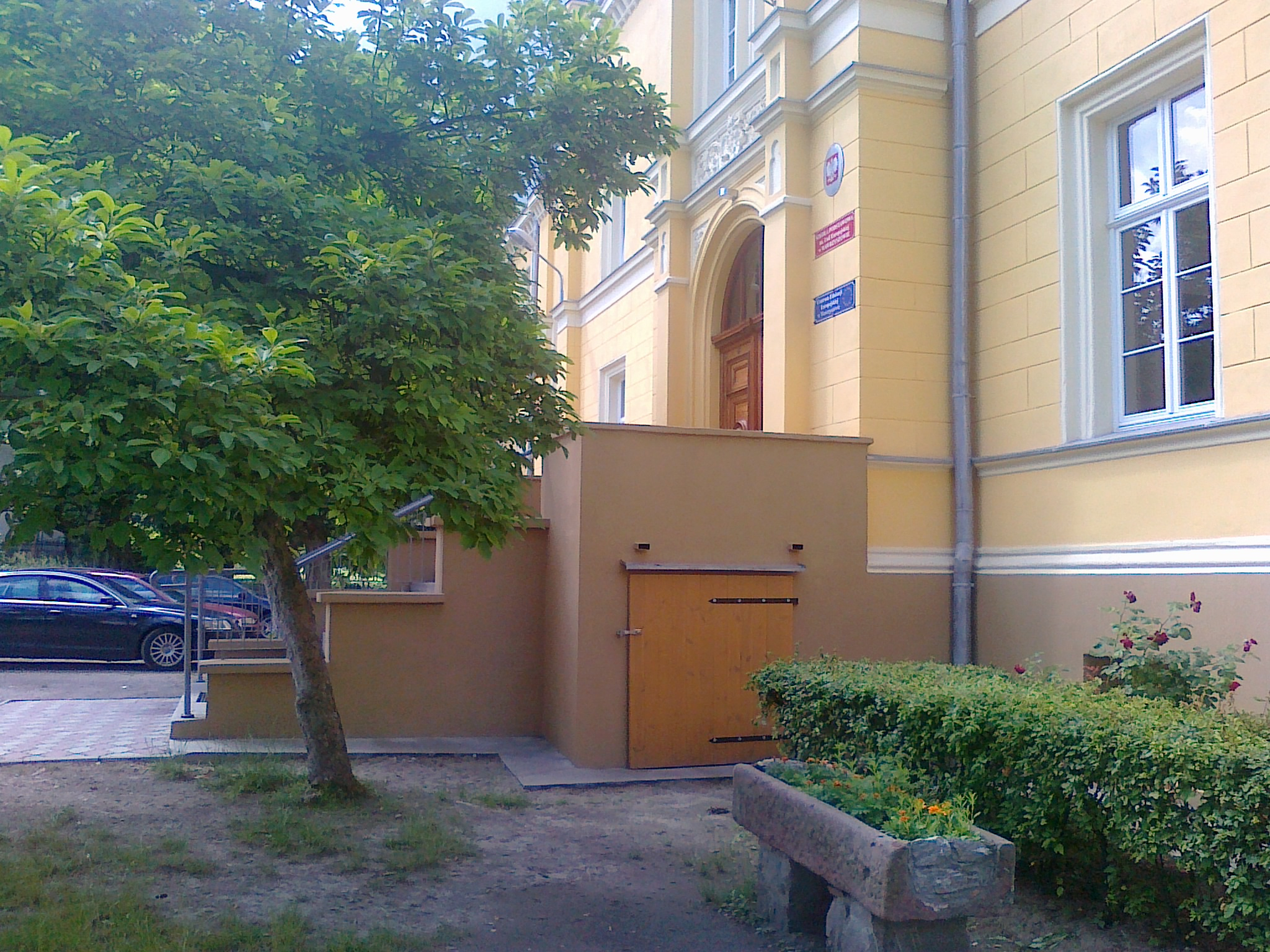
Schody do pałacu

### Historia pałacu
Pałac został wybudowany w XIX wieku przez rodzinę von Koppa, powiększony o dobudówkę w trzecim ćwierćwieczu XIX w. przez Juliusa Rosenbauma. Zabytek był wielokrotnie remontowany, ostatnio w 2010 roku. Budynek murowany z cegły i kamienia, potynkowany, wzniesiony na planie prostokąta, podpiwniczony, dwukondygnacyjny, nakryty niskimi cztero- i trzyspadowymi dachami wykonanymi z blachy. W czasach Polski Ludowej posiadłość znacjonalizowano, a w pałacu urządzono szkołę podstawową. Obecnie budynek nadal pełni funkcje oświatowe.

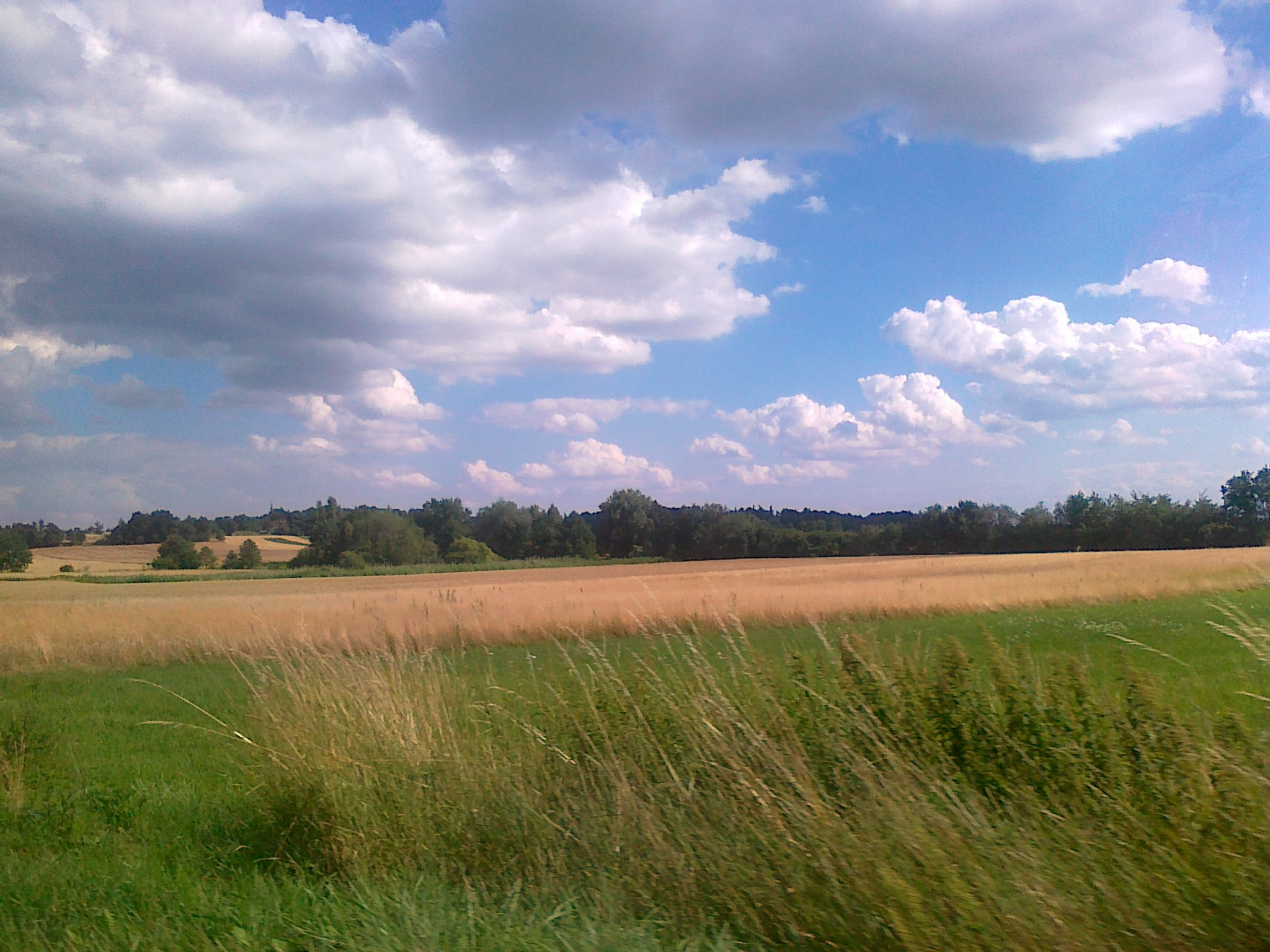
Wzgórza Wawrzyszowskie

## Szlaki turystyczne
- Nowina - Rozdroże pod Mlecznikiem - Raczyce - Henryków - Skalice - Skalickie Skałki - Skrzyżowanie nad Zuzanką - Bożnowice - Ostrężna - Miłocice - Gromnik - Jegłowa - Żeleźnik - Wawrzyszów - Grodków - Żarów - Starowice Dolne - Strzegów - Rogów - Samborowice - Szklary - Wilemowice leśniczówka - Biskupi Las - Dębowiec - Ziębice[6]